# Armando González Ayala
Armando Daniel González Ayala (21 de abril de 1985, Paraguay) es un jugador paraguayo, que juega de defensa.

## Clubes
| Club                                  | País      | Año         |
| ------------------------------------- | --------- | ----------- |
| Sportivo Trinidense                   | Paraguay  | 2007        |
| 3 de Febrero                          | Paraguay  | 2008        |
| Atlético Colegiales                   | Paraguay  | 2009        |
| Sportivo Trinidense                   | Paraguay  | 2010        |
| General Caballero                     | Paraguay  | 2011        |
| Mitre (Santiago del Estero)           | Argentina | 2011 - 2014 |
| General Díaz                          | Paraguay  | 2014 - 2015 |
| River Plate                           | Paraguay  | 2016 - 2017 |
| Club Deportivo Guaraní Antonio Franco | Argentina | 2017        |
| Club Sportivo Iteño                   | Paraguay  | 2017        |
| Club Fernando de la Mora              | Paraguay  | 2017 - 2018 |
| Club Sportivo Trinidense              | Paraguay  | 2018 - 2019 |

### Participaciones en Copas Nacionales
| Copa               | País     | Resultado     | Partidos | Goles |
| ------------------ | -------- | ------------- | -------- | ----- |
| Copa Paraguay 2018 | Paraguay | Por confirmar | 0        | 0     |